# Henry Burmester Pulleine
Henry Burmester Pulleine (Yorkshire, 12 dicembre 1838 – Isandlwana, 22 gennaio 1879) è stato un militare britannico, che nel corso della guerra anglo-zulu fu comandante delle forze britanniche durante la battaglia di Isandlwana (22 gennaio 1879) combattuta contro l'armata zulu del inKosi Ntshingwayo kaMahole Khozab, coadiuvato dall'inKosi Mavumengwana kaNdlela, risoltasi con una grande sconfitta per le forze britanniche.

## Biografia
Nacque nello Yorkshire il 12 dicembre 1838, figlio di un vicario. Dopo aver frequentato la Reale accademia militare di Sandhurst, nel 1855 fu assegnato in servizio nel 30º Reggimento fanteria "Cambridgeshire". Nel 1858 fu assegnato al neocostituito 2º Battaglione del 24º Reggimento fanteria "South Wales Borderers", venendo promosso capitano nel 1861. 
Nel 1871 Pulleine acquistò il grado di maggiore del 1º Battaglione del reggimento, che fu successivamente inviato in Sudafrica. Nonostante una promozione al brevetto di tenente colonnello nel 1877, in oltre venti anni di servizio non acquisì nessuna esperienza di combattimento.
Ciò cambiò poco dopo, quando scoppiò la nona guerra di frontiera (1877-1879) tra gli inglesi e gli Xhosa nell'Eastern Cape. Durante le operazioni britanniche sulla Frontiera del Capo,  fu responsabile per l'arruolamento della cavalleria irregolare tra i coloni europei presenti nell'area. Assolse bene il suo compito, così come quello di organizzare le colonne di rifornimenti per le guarnigioni britanniche rimaste assediate, guadagnandosi una buona reputazione come organizzatore ed amministratore. Con la fine della guerra assunse il comando del deposito principale dell'esercito di Durban, e successivamente del deposito ausiliario a Pietermaritzburg.
Quando scoppiarono le ostilità con il Regno Zulu, l'11 gennaio 1879, si trovava preso il suo comando a Pietermaritzburg, e si affrettò a ricongiungersi al suo reggimento, arrivandovi il giorno 17. Il 1º Battaglione del 24º Reggimento costituiva la principale componente di fanteria della colonna numero 3 di Lord Chelmsford, che era entrata nello Zululand allo scoppio delle ostilità. Con l'ufficiale comandante del 1º Battaglione, il colonnello Richard Thomas Glyn, nominato da Chelmsford al comando della colonna n. 3, egli esercitò il comando effettivo del battaglione durante il corso delle operazioni belliche nello Zululand.
A seguito di una ricognizione effettuata da parte del maggiore John Dartnell con le unità della cavalleria irregolare della colonna il giorno 21, Chelmsford arrivò alla conclusione che gli Zulù fossero presenti in forze a sud del campo principale. Alle 3:00 del mattino del 22 gennaio Chelmsford lasciò il campo base di Isandlwana con metà della colonna, ordinando al tenente Horace Lockwood Smith-Dorrien di raggiungere il colonnello Anthony William Durnford, comandante della colonna n.2, a Rorke's Drift e di trasmettergli l'ordine di ricongiungersi con il rimanente della colonna n.3 a Isandlwana, ora al comando di Pulleine.
In accordo con la sua visione originale della campagna Chelmsford, le cui forze erano appesantite da un imponente treno logistico di 220 carri, dall'artiglieria, e che disponeva di poca cavalleria, intendeva avanzare fino a un certo punto, creare una base operativa in posizione avanzata, e infine marciare sul Kraal reale di Ulundi su tre colonne, costringendo quindi Cetshwayo ad accettare battaglia con il suo esercito e, sfruttando la superiore potenza di fuoco, annientarne l'armata definitivamente.

### Isandlwana
Quando la mattina dal 22 gennaio assunse il comando del campo di Isandlwana, egli disponeva di sei compagnie del I Battaglione del 24º Reggimento, una sezione d'artiglieria con 70 uomini, e un reparto di nativi che comprendeva anche i 118 cavalleggeri dei "Natal Carabineers" e "Natal Police". Alle 10:00 venne raggiunto da Durnford con i cavalleggeri del "Natal Native Horse", le compagnie D e E del I battaglione del "Natal Native Contingent" e la batteria di lanciarazzi del maggiore Broadfoot Russell. Una volta arrivato Durnford si consultò con il collega, che gli chiese di assumere il comando perché più anziano, cosa che rifiutò. Inoltre i due ufficiali non vollero ascoltare i consigli di Paul Kruger, un boero, che suggeriva di adottare un cerchio di carri (laager) difensivo, e Durnford, ritenendo che gli Zulù volessero colpire alle spalle la colonna di Chelmsford, uscì poi in ricognizione con parte delle forze. Alle 11:30 il tenente Raw avvistò l'armata degli zulu diretta, secondo la strategia elaborata da Cetshwayo, contro le linee di comunicazioni inglesi al comando dell'inKosi settantenne Ntshingwayo kaMahole Khozab, coadiuvato dall'inKosi Mavumengwana kaNdlela. Forte di 22.000 guerrieri, essa era composta dalle Izimpi uNODWENGU (3.500 uomini al comando del principe Mavumengwana kaNdlela) e uNDI (3.400 uomini al comando del principe Dabulamazi kaMpande), e dai sei Amabutho (reggimenti autonomi) KHANDEMPEMVU, uMBONAMBI, uDLOKO, iNGOBAMAKHOSI, uVE, uNOKHONKHE (15.000 guerrieri complessivi). Ntshingwayo kaMahole Khozab distaccò la Izimpi uNDI, al comando dell'inKosi Dabulamazi kaMpande, con un reggimento di rinforzo, contro il deposito di Rorke's Drift, e con il corpo principale di diresse contro la posizione di Isandhlwana. Dopo aver attraversato velocemente la valle del Ngwebeni, l'armata di Ntshingwayo kaMahole Khozab dilagò nella piana di Nquthu dove fu avvistata dagli inglesi. Il tenente Raw ritenne, erroneamente, che si trattasse di un reggimento nemico e ne informò immediatamente Durnford, che 15 minuti dopo si diresse contro di esso, scoprendo così di avere di fronte l'armata principale avversaria. Invece di ritirarsi e raggiungere il campo base, schierò i suoi uomini in linea di fronte per impegnare combattimento, e inviò messaggi a Pulleine informandolo del fatto. Trovandosi a due chilometri di distanza dal campo principale costrinse Pulleine ad allungare le già scarse linee dei fucilieri, rendendo anche difficoltoso l'approvvigionamento delle munizioni. La batteria di razzi del maggiore Broadfoot fu subito travolta, e poco dopo Dumford perse il controllo della battaglia, ordinando ai suoi uomini oramai a corto di munizioni di ripiegare verso il campo principale, dove già gli zulu stavano dilagando dopo aver rotto le linee inglesi. A quel punto il contingente di nativi si diede alla fuga, aprendo nuove falle nell'esiguo schieramento inglese. Pulleine ordinò quindi al suo aiutante, il tenente Teignmouth Melvill, coadiuvato dal parigrado Nevill Coghill, di "salvare i colori", portando in salvo la bandiera del 24º Reggimento. Tuttavia l'impresa non riuscì, e i due ufficiali, inseguiti dagli zulu, vennero uccisi sulla riva sud del fiume Buffalo.

### La sua morte
Sia Pulleine che Dumford persero la vita durante la battaglia, oltre a numerosi altri ufficiali. Dei 1.800 uomini al suo comando rimasero sul campo di battaglia in 1.329, mentre gli Zulù lamentarono la perdita di 3.000 uomini e molte migliaia di feriti, ma si impossessarono dei due pezzi d'artiglieria e di circa 1.000 moderni fucili Martini-Henry. 
Non è ben conosciuto il momento in cui Pulleine perse la vita,  e il suo corpo non venne mai identificato. Quando Chemsford arrivò sulla scena della battaglia quella sera non vi rimase a lungo, e i suoi uomini non condussero ricerche approfondite. Secondo il libro di Donald Morris, The Washing of the Spears Pulleine, dopo aver dato l'ordine ai tenenti Melville e Coghill di portare in salvo la bandiera del reggimento, andò alla sua tenda per scrivere un'ultima lettera alla sua famiglia, o un rapporto a Chelmsford, ma prima che potesse finire fu affrontato da un guerriero zulu, cui sparò col suo revolver ferendolo, ma ricevendo egli stesso un colpo mortale di assegai.
Nel film del 1979 Zulu Dawn diretto da Douglas Hickox il suo personaggio è stato portato sullo schermo dall'attore Denholm Elliott.

### Annotazioni
1. ↑  Prestò servizio in Inghilterra, Mauritius, India e Gibilterra.
2. ↑  Si trattava del 1° (tenente Charles Raw) e 3º Squadrone (tenente R. Wyatt) "Sikhali", al 1º Battaglione del "Natal Continget Horse" (capitano C. Nourse) e alla batteria di lanciarazzi del maggiore Russell.
3. ↑  L'autore basava tale affermazione sui racconti circolati tra gli ufficiali del 24º reggimento subito dopo la battaglia.

### Fonti
1. 1 2 3 4 5  Laband 2009, p. 222.
2. ↑  (EN) The London Gazette (PDF), n. 23702, 3 February 1981.
3. 1 2 3 4 5 6  Da Frè 2004, p. 91.
4. 1 2  Knight 2002, p. 20.
5. 1 2 3  Laband 2009, p. 223.
6. ↑  Knight 2002, p. 37.
7. ↑  Laband 2009, p. 38.
8. 1 2 3  Da Frè 2004, p. 89.
9. ↑  Laband 2009, p. 36.
10. ↑  Laband 2009, p. 136.
11. 1 2 3 4 5 6 7 8 9 10  Da Frè 2004, p. 92.
12. ↑  Laband 2009, p. 122.
13. ↑  Laband 2009, p. 123.
14. ↑  Laband 2009, p. 125.
15. ↑  Laband 2009, p. 126.